# Zein al-Sharaf Talal
Zein al-Sharaf Talal, född 1916 och död 1994, var Jordanien drottning 1951-1952, gift med kung Talal av Jordanien. Hon var mor till kung Hussein av Jordanien, och farmor till kung Abdullah II av Jordanien.

## Biografi
Zein al-Sharaf Talal anses ha spelat en stor roll för utformningen av den jordanska staten. Hon grundande den första kvinnoföreningen i Jordanien 1944, etablerade kvinnogrenen av jordanska röda korset 1948 och organiserade hjälp åt palestinska flyktingar vid arabisk-israeliska kriget 1949. 
Hon var kungafamiljens överhuvud och representant vid makens frånvaro 1951 och sonens omyndighet 1952-53. Hon deltog i skrivandet av Jordaniens konstitution 1952, som garanterade kvinnor rättigheter.

## Barn
1. Hussein av Jordanien, född 1935, död 1999.
2. Mohammed, född 1940, död 2021.
3. Hassan, född 20 mars 1947.
4. Basma, född 11 maj 1951.